# Tokyo Tower
Der Tokyo Tower (jap. 東京タワー, Tōkyō Tawā) ist ein 1958 nach dem Vorbild des Eiffelturms in Stahlfachwerkbauweise erbauter Fernsehturm im Shiba-Park im Stadtbezirk Minato und eines der Wahrzeichen der japanischen Hauptstadt Tokio. Der Tokyo Tower dient zur Ausstrahlung von 24 Fernseh- und Radioprogrammen und verzeichnet jährlich etwa drei Millionen Besucher.

## Beschreibung

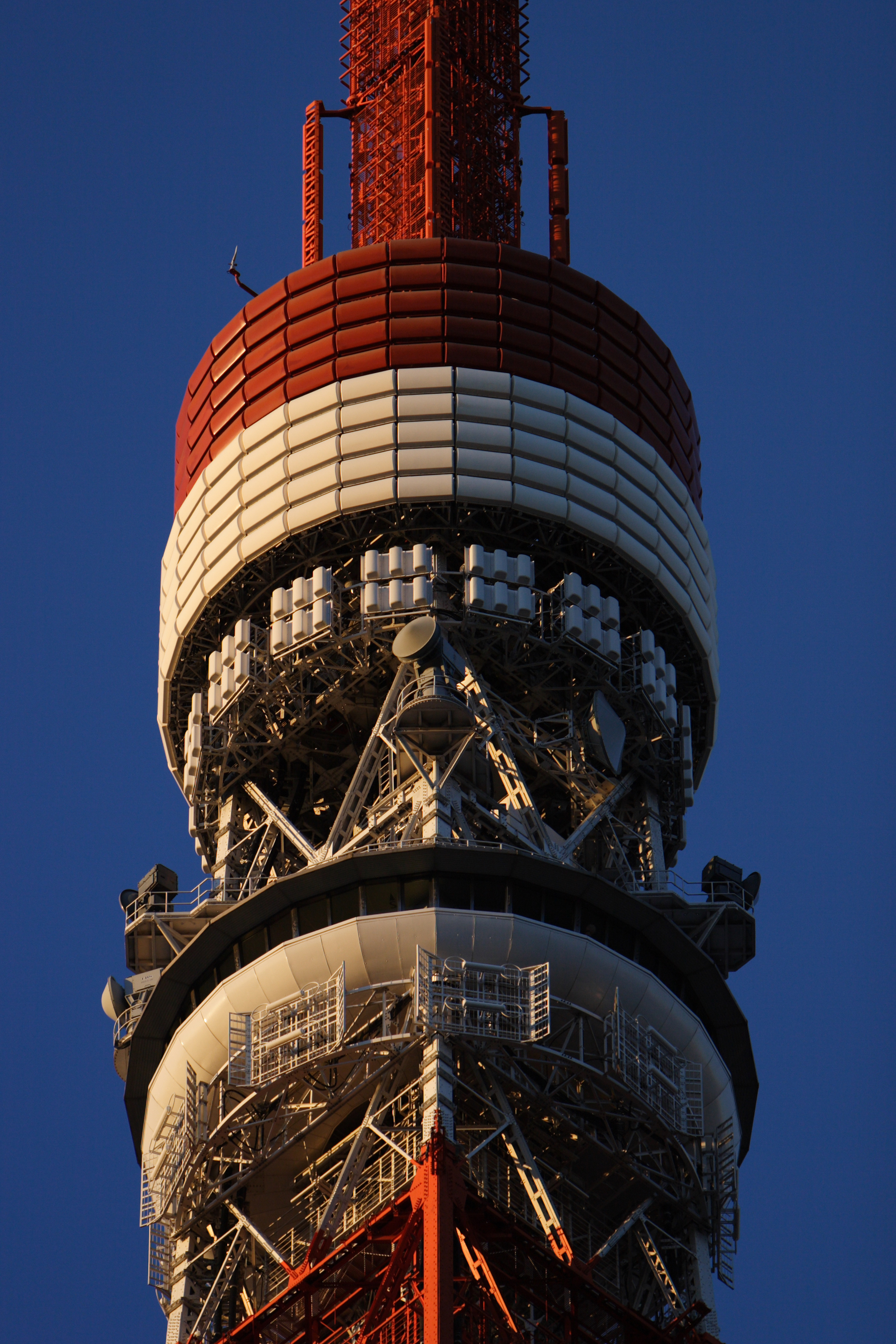
Detailansicht der oberen Aussichtsplattform

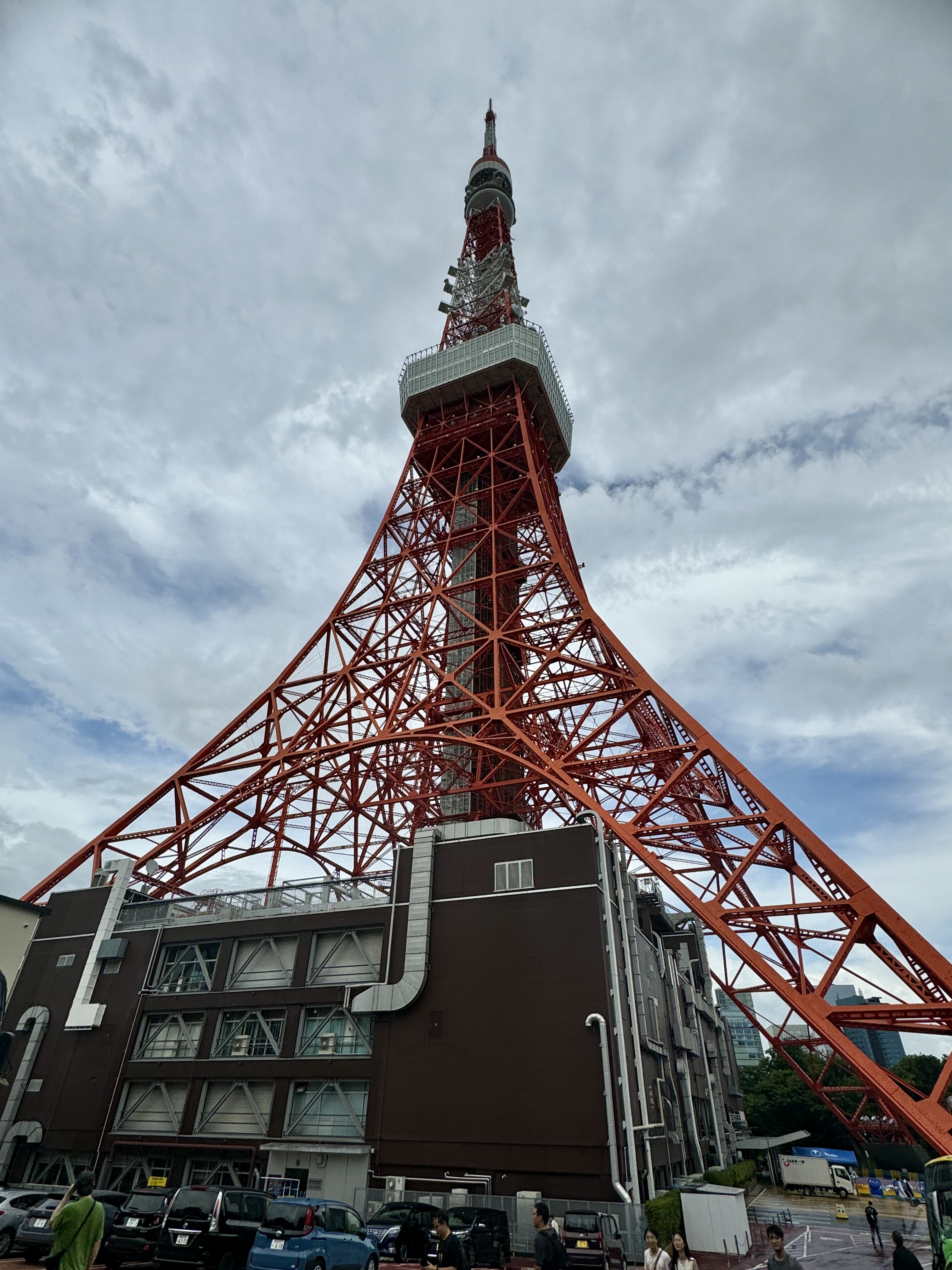
Am Fuß des Tokyo Tower

Mit einer Höhe von 332,6 Meter ist der Tokyo Tower einer der höchsten selbsttragenden, aus Stahl bestehenden Türme der Welt. Noch höhere Stahltürme mit mindestens einer Aussichtsplattform sind gegenwärtig nur der Drachenturm im chinesischen Harbin und der Fernsehturm von Taschkent. Der Tokyo Tower verfügt über zwei vollständig verglaste Plattformen: eine zweistöckige in 150 Meter Höhe, die auch Läden und Restaurants enthält, und eine einstöckige, reine Aussichtsplattform in 250 Meter Höhe. Bei klarem Wetter kann man bis zum Fuji sehen.
Nach seiner Fertigstellung im Jahr 1958 war der Tokyo Tower der höchste Fernsehturm der Erde und die zweithöchste freistehende Konstruktion der Welt nach dem Empire State Building in New York (449 m).
Unter anderem aus Gründen der Erdbebensicherheit wurde entgegen dem Trend der 1950er Jahre zu Fernsehturmbauwerken in Stahlbeton eine Stahlgitterfachwerkkonstruktion gewählt. Der 1958 von der K.K. Takenaka Kōmuten (engl. Takenaka Corp.) fertiggestellte Stahlfachwerkturm bezieht sich dabei in seiner Formensprache auf den etwas niedrigeren Pariser Eiffelturm (→ Liste der Eiffelturm-Nachbildungen und Derivate). Das reine Metallgewicht des Turms liegt bei etwa 4.000 Tonnen, er ist damit etwas mehr als halb so schwer wie der über 7.300 Tonnen wiegende Eiffelturm. Das Publikum erhielt nach der Eröffnung am 23. Dezember 1958 Zutritt. Jährlich hat der Tokyo Tower etwa drei Millionen Besucher.
Der Tokyo Tower dient auch als Funk- und Fernsehturm, mit einer Reihe von Radioantennen entlang des Stahlgerüstes und einer großen Fernsehantenne auf der Spitze. Unterhalb des Turms befindet sich ein Gebäude, das auf vier Stockwerken unter anderem ein Aquarium mit seltenen Fischen, ein Wachsfigurenkabinett, eine Spielhalle, Souvenirläden, Restaurants und auf dem Dach einen kleinen Vergnügungspark beherbergt.
Infolge des Tōhoku-Erdbebens am 11. März 2011 hat sich die Turmspitze verbogen. Das Gebäude war daraufhin bis einschließlich 18. März 2011 für die Öffentlichkeit gesperrt.

## Tokyo Tower in der Kunst
Der Turm gilt als Symbol des japanischen Wiederaufbaus und der westlichen Ausrichtung des Landes nach dem Zweiten Weltkrieg. Ähnlich wie der Eiffelturm ist der Tokyo Tower wegen seines Wahrzeichencharakters oft Schauplatz von Filmaufnahmen oder -handlungen. In den Monsterfilmen von Tōhō wurde der Tokyo Tower bei Kämpfen von Mothra und Godzilla nicht selten zerstört. Besonders in japanischen Anime kommt er häufig als Schauplatz für Kämpfe und Handlungshöhepunkte vor, als Beispiele sind hier Detektiv Conan und Sailor Moon zu nennen.
Der Endkampf des Filmes King Kong Escapes aus dem Jahr 1967 nutzt ebenfalls die Kulisse des Tokyo Tower, und im James-Bond-Film Man lebt nur zweimal (1967) sieht man den Turm in einer Szene, in der ein Chinook-Hubschrauber einen Toyota Crown an einem Elektromagneten hält.

## Bemerkenswertes
- Der Tokyo Tower ist als Luftfahrthindernis orange und weiß bemalt, wofür 28.000 Liter Farbe notwendig waren.
- Der Turm dient als Sendestation für 23 Radio- und Fernsehsignale (14 analog und 9 digital).
- Nachts wird der Turm von 176 Scheinwerfern angestrahlt, die im Winter orange und im Sommer weiß leuchten.
- Der Tokyo Tower kommt u. a. in den Anime Gantz und Ein Sommer mit Coo vor.

## Tokyo Skytree
Am 29. Februar 2012 wurde unter dem Namen Tokyo Skytree ein neues Turmbauprojekt abgeschlossen. Am 22. Mai 2012 wurde im Tokioter Stadtbezirk Sumida der Fernseh- und Rundfunksendeturm mit 634 Metern Höhe eröffnet, welcher der höchste Fernsehturm und das dritthöchste Gebäude der Welt ist (Stand 2024). Der Skytree löste den Tokyo Tower im März 2010 als höchstes Bauwerk Tokios ab.